# Chapelle Saint-François-Xavier de Macao
Pour les articles homonymes, voir Chapelle Saint-François.
La chapelle Saint-François-Xavier de Macao (en chinois : 聖方濟各聖堂 ; en portugais : Capela de São Francisco Xavier) est une chapelle catholique située à Coloane, à Macao. Construite en 1928, elle se trouve sur la côte sud-ouest de l'île, près d'un monument commémorant la victoire contre les pirates en 1910.

## Reliques
La chapelle renfermait autrefois des reliques chrétiennes parmi les plus sacrées d'Asie, dont les restes des 26 prêtres catholiques japonais et étrangers crucifiés à Nagasaki en 1597, ainsi que ceux de plusieurs chrétiens japonais tués durant la rébellion de Shimabara en 1637. Elles se trouvent désormais au Musée et Crypte d'art sacré ouvert en 1996. La chapelle abritait aussi un os de bras de saint François Xavier, mort en 1552 sur l'île de Shangchuan à 80 km de Macao. Cette relique a été transférée à l'église Saint-Joseph. 

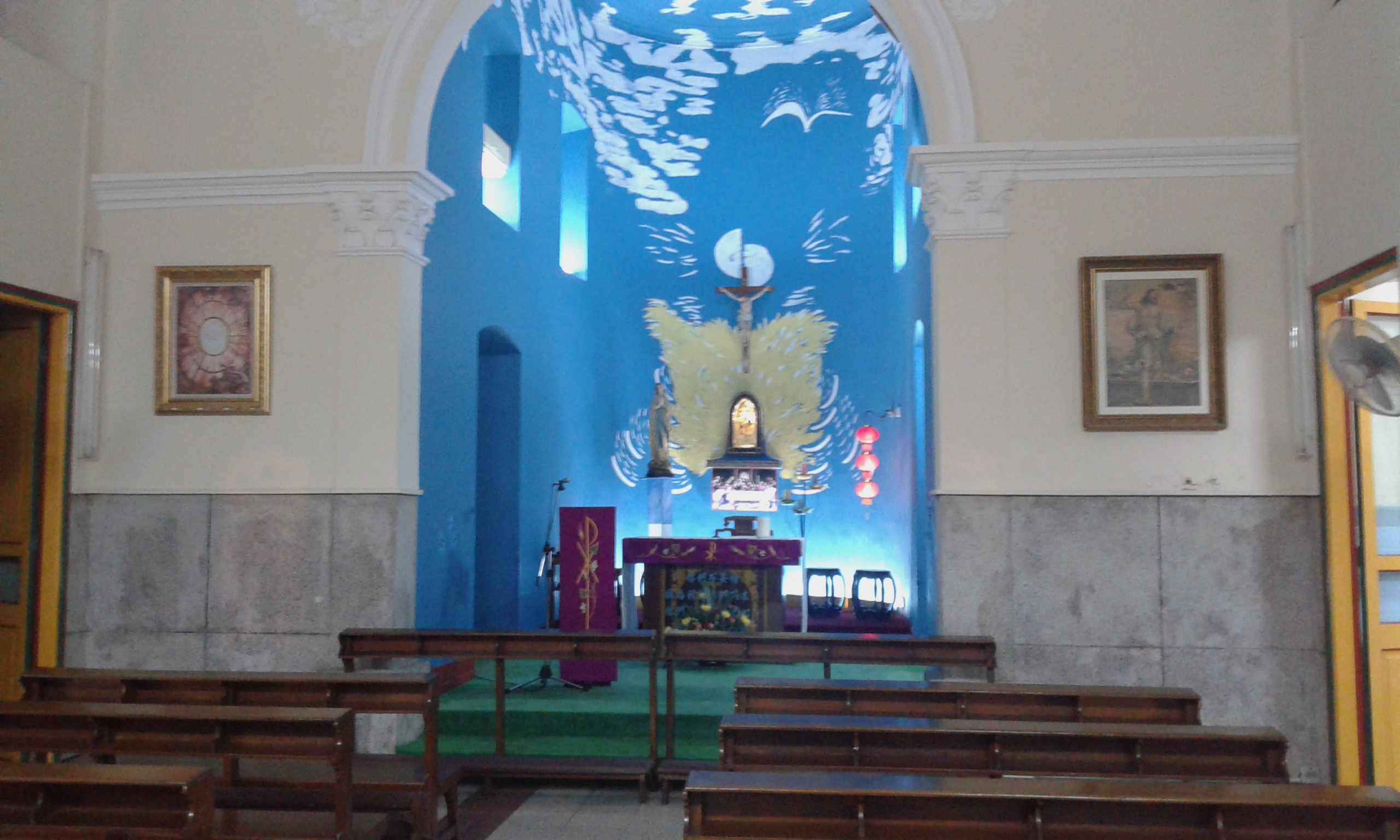
Intérieur de la chapelle Saint-François-Xavier.